# Abbaye d'Aubepierre
L'abbaye d'Aubepierre est une abbaye de moines cisterciens édifiée sur le territoire de l'actuelle commune de Méasnes (Creuse). Fondée en 1149 par saint Bernard et placée dans la filiation directe de Clairvaux, elle est presque entièrement détruite en 1569, lors des guerres de Religion.

## Situation
Le site de l'abbaye d'Aubepierre, au nord du département de la Creuse, est placé au confluent de deux petits ruisseaux, celui de de Champaville et celui de Lavaud, ce dernier étant un affluent de rive droite de la Petite Creuse. Placée à une altitude d'environ trois cents mètres, elle est équidistante des villages de Méasnes et de Nouzerolles.

## Histoire

### Avant l'abbaye
Le site est déjà occupé pendant l'Antiquité, comme en témoigne par exemple le « Menhir de la Bonne-Longue », d'un mètre de hauteur environ et qui aurait servi de borne de délimitation, peut-être pour une voie romaine.

### Fondation
L'abbaye est fondée en 1149 par Bernard de Clairvaux, qui la place directement dans la filiation claravalienne.
La fondation d'Aubepierre constitue une exception dans le Limousin cistercien. Toutes les autres abbayes cisterciennes « fondées » en Limousin correspondent à des changements de règle de communauté précédemment établies, essentiellement érémitiques et fondées par Géraud de Salles. Aubepierre est dans cette province l'unique création ex nihilo, du moins en l'absence de toute preuve qui appuierait la thèse de sa préexistence.

### Moyen Âge
L'abbaye reste modeste au cours des siècles, avec un domaine de quelques centaines d'hectares et sept granges : La Porte et La Grange sur la commune de Méasnes, Bourliat à Lourdoueix-Saint-Pierre, Lavaud-Vieille sur le territoire de Fresselines, Chibert sur la commune Glénic, Fondenet à Pommiers et Fontgilbert à Aigurande. L'essentiel de ses possessions lui viennent de donations des maisons de Lignières, Malval, La Celle, Saint-Julien, Brosse, d'Ajasson. Les propriétés de l'abbaye présentent la caractéristique d'être à cheval sur les deux provinces de la Marche et du Berry, jusqu'à Châteauroux dans ce dernier.
Aubepierre a toutefois une abbaye-fille, celle des Pierres près de Châteaumeillant au sud du Cher, qui a été fondée en même temps qu'elle,. La première tournée dans le diocèse de Limoges de Simon de Beaulieu, archevêque de Bourges, commence le vendredi 13 juillet 1285 par la visite d'Aubepierre.

### Destruction
L'abbaye d'Aubepierre, déjà fragilisée par la guerre de Cent Ans, est détruite durant les guerres de religion, par l'expédition de 1569 du duc de Deux-Ponts à la tête de ses lansquenets. Une communauté très réduite reste sur place après la destruction, pour tenter de faire revivre l'abbaye, mais en vain.
Il n'en subsiste aujourd'hui que le porche, marquant l'entrée d'une ferme, et des ruines informes situées dans une propriété privée. L'étang que l'on voit en contrebas, vers le sud, est sans doute issu de celui de l'ancienne abbaye. Une tradition rapporte que les moines y furent noyés par les troupes du duc de Deux-Ponts en 1569.

### Historiographie
L'abbaye d'Aubepierre, à cause des vicissitudes de son histoire et notamment de sa destruction durant les guerres de religion, est très peu connue. La Gallia Christiana elle-même, souvent très complète, ne permet de connaître que cinq noms d'abbés sur toute la durée de l'existence de l'abbaye. Les travaux du XIXe siècle, notamment des pères Nadaud, puis Annet de la Celle, enfin Roy-Peyreffite, permettent de monter ce nombre à 27, 29 puis 34 noms. Mais c'est le travail d'Henri Delannoy en 1906 qui permet véritablement une étude moderne.

## Architecture
L'abbaye a totalement disparu, et une ferme a été bâtie sur l'ancien emplacement du monastère. Des réemplois de pierres de l'édifice — chapiteaux, colonnettes — sont visibles dans les maisons des alentours ; l'abbaye a en effet servi de carrière de pierres au XIXe siècle. La toponymie aussi bien ancienne que contemporaine montrent que les moines avaient construit un ou plusieurs moulins à eau et une forge, ainsi qu'un atelier métallurgique. Ils possédaient au moins trois autres moulins sur la Creuse, à Chibert.
Au XXIe siècle, le patrimoine monastique d'Aubepierre continue de se dégrader en l'absence de protection et d'entretien. Ainsi, un vivier relevé par Bernadette Barrière avant 1998 est à sec en 2005, et le Ruisseau de l'Abbé envahi par les friches.

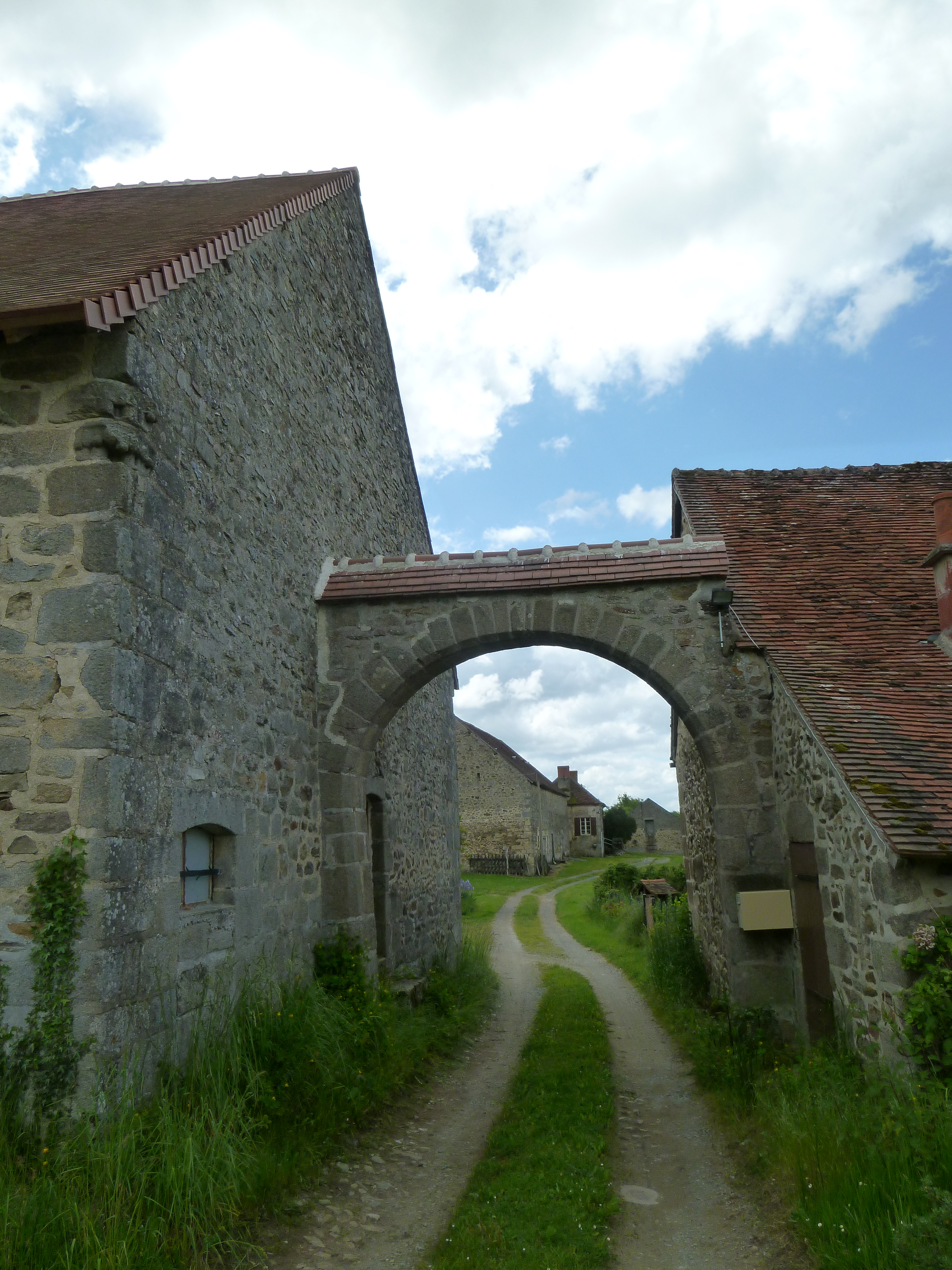
Porche d'entrée de l'abbaye.
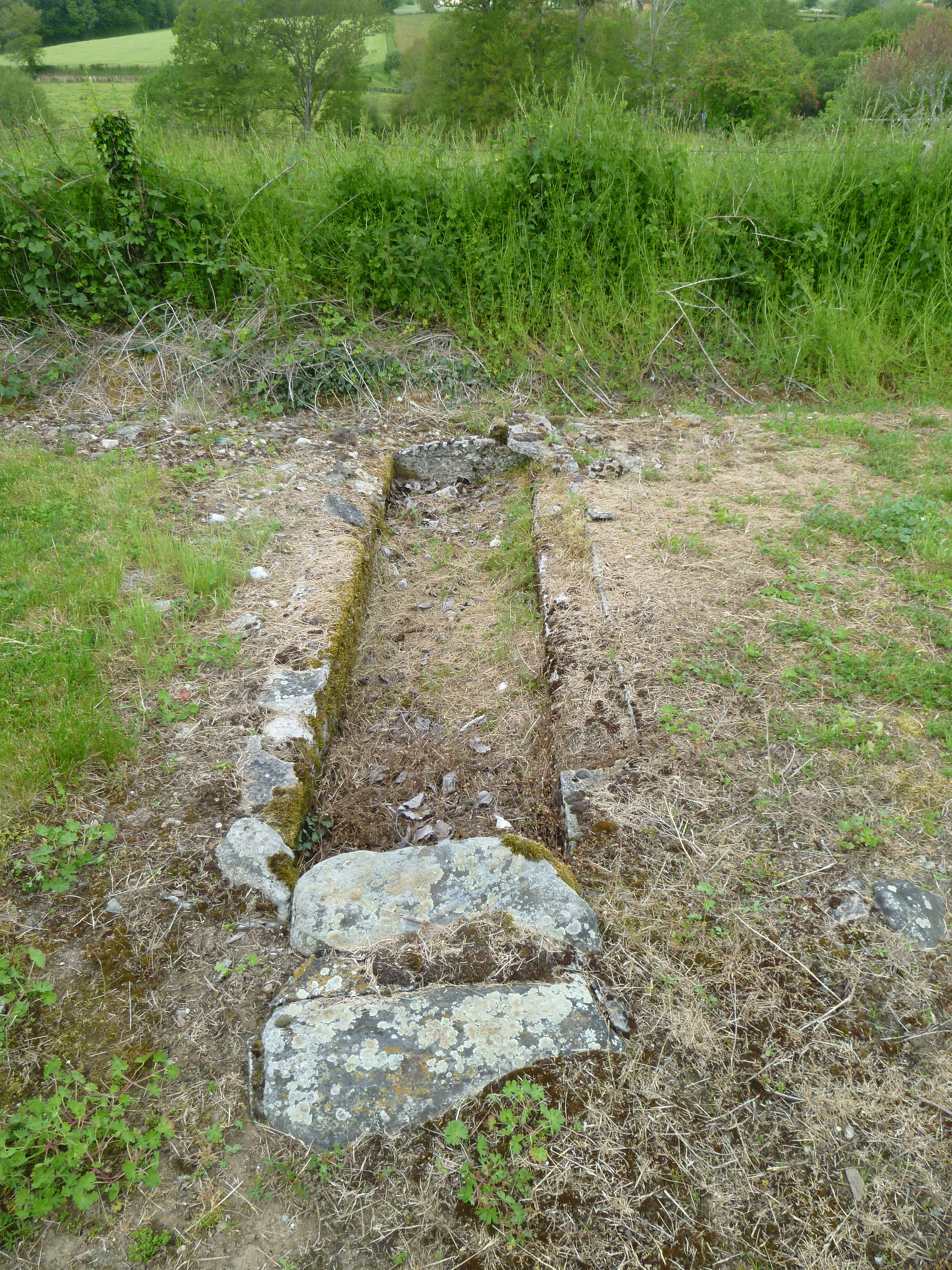
Vestige du système hydraulique.
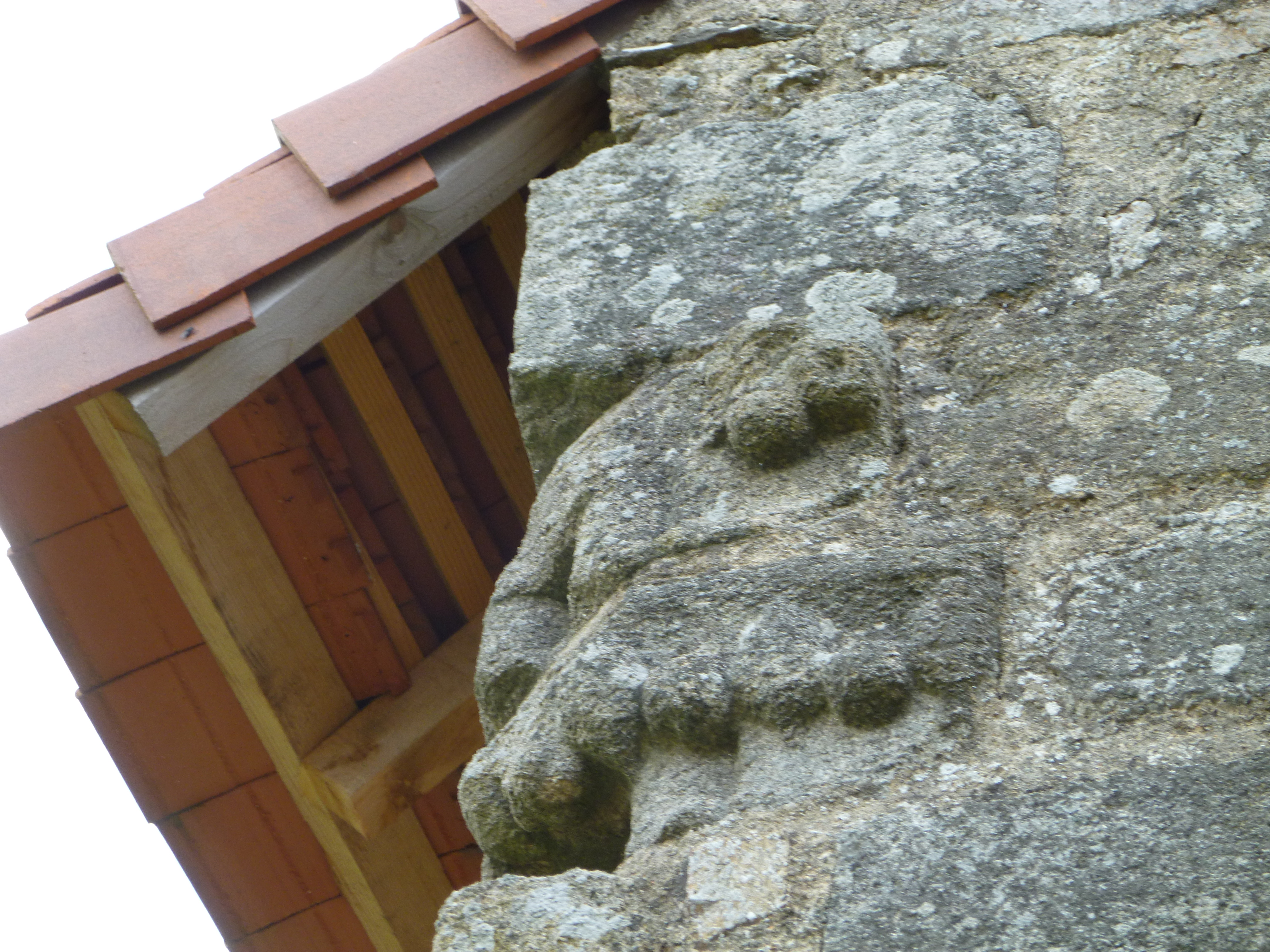
Remploi d'un chapiteau.
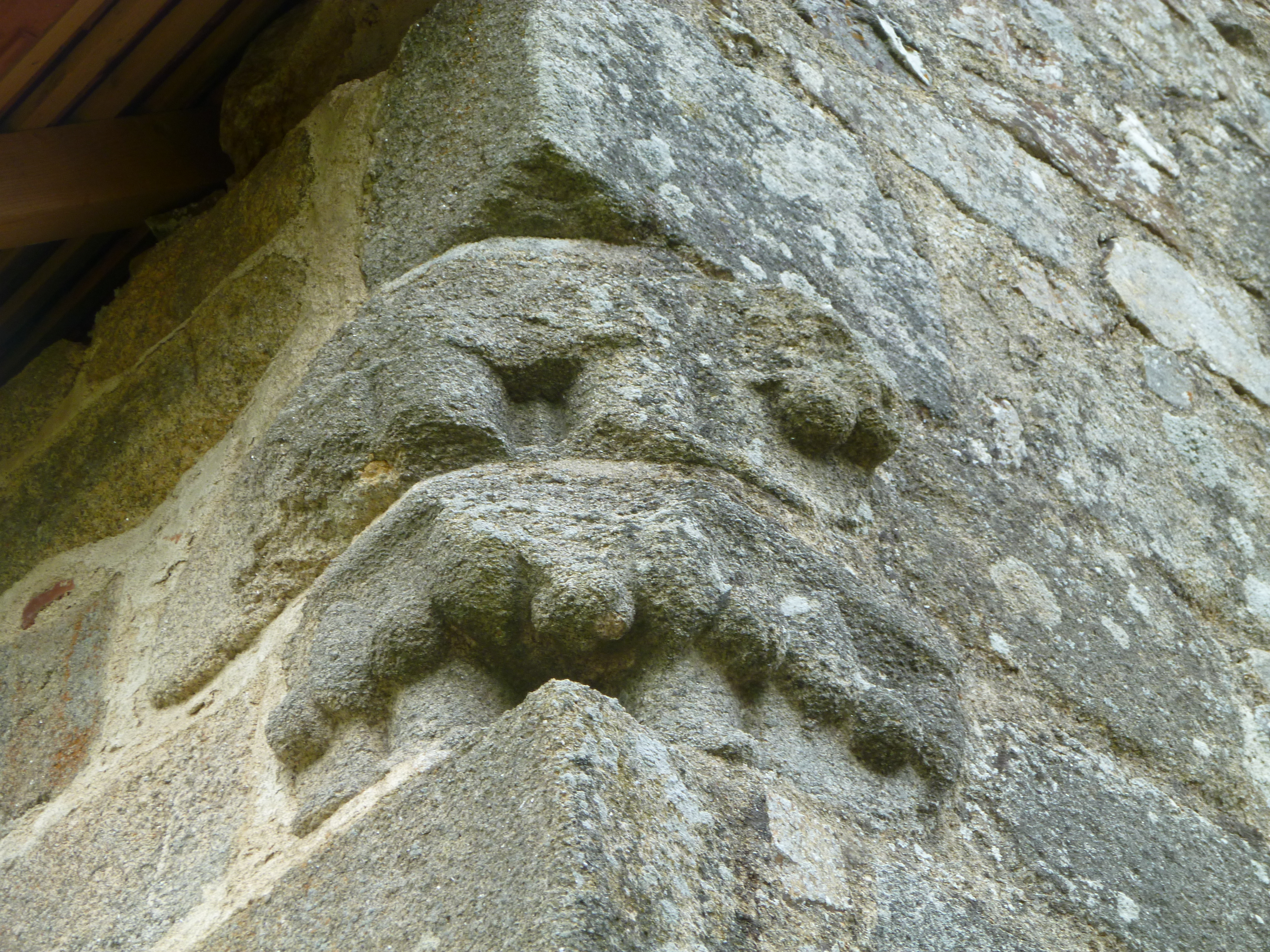
Chapiteau intégré dans la maçonnerie.

## Filiation et dépendances
Aubepierre est fille de l'abbaye de Savigny